# Вельф VI
Вельф VI (нем. Welf VI. der Bucklige; 16 декабря 1114/15 декабрь 1116 — 14/15 декабрь 1191) — маркграф Тосканы в 1152—1160 и 1167—1173 годах, герцог Сполето в 1152—1162 годах. Третий сын Генриха IX Чёрного из династии Вельфов, и Вульфхильды — дочери Магнуса Биллунга.

## Юность
После женитьбы своего старшего брата Генриха Гордого на дочери императора Лотаря Вельф VI получил значительную часть родовых земель в Швабии (в том числе округа Альтдорф и Равенсбург). Сам Генрих Гордый получил от императора герцогства Баварию и Саксонию, а их брат Конрад выбрал церковную карьеру.
Сестра Вельфа Гертруда (Эдит) стала женой Фридриха Одноглазого и матерью Фридриха Барбароссы. Генрих Гордый сосватал за Вельфа Уту, дочь Готфрида Кальвского, пфальцграфа Рейнского, в связи с чем после смерти Годфрида в 1131 году Вельф участвовал в споре за наследование Кальве с племянником Годфрида Адальбертом.

## Гвельфы и Гибеллины
После смерти в 1139 году старшего брата Генриха X Гордого Вельф возглавлял оппозицию королю Конраду III в Баварии, пока не был побежден под Вейнсбергом в 1140 году.
В 1147 году он основал Штайнгаден.
Позже Вельф присоединился ко второму крестовому походу в войске короля Конрада, и вместе с ним 25 октября 1147 потерпел поражение у Дорилея.
Когда король Конрад заключил союз с императором Византии Мануилом I против короля Сицилии Роджера II, Вельф поддержал сицилийского правителя. Несмотря на то, что Вельф вернулся из крестового похода раньше императора, ему не удалось добиться в Германии серьёзных успехов. В феврале 1150 года Вельф потерпел поражение при Флохберге и в 1151 году заключил мир с императором.
В 1152 году новый император Фридрих I Барбаросса, чтобы улучшить отношения со своим дядей Вельфом VI, назначил его герцогом Сполето и маркграфом Тосканы, передал ему Сардинию, Корсику, а также земли, бывшие «наследством графини Матильды». После гибели 1167 году своего сына Вельф VI продал в 1173 году все свои итальянские владения и права на них Фридриху Барбароссе.
В 1179 году он предложил продать родовые владения в Швабии (в том числе Равенсбург) своему племяннику, сыну Генриха Гордого, Генриху Льву. Тот согласился, но не спешил с оплатой, тогда Вельф VI предложил эти земли Барбароссе. Выкупив у Вельфа земли, Барбаросса усилил позиции Штауфенов в Швабии. Это сделка стала камнем преткновения для Генриха Льва и Барбароссы.

## Семья
У Вельфа и его жены Уты был один ребёнок:
- Вельф VII ( — 1167). Герцог Сполето, маркиз Тосканы в 1160—1167. Погиб от эпидемии.